# Calcena
Calcena ist ein nordspanischer Ort und eine Gemeinde (municipio) mit nur noch 72 Einwohnern (Stand: 2024) im Nordwesten der Provinz Saragossa im Westen der Autonomen Region Aragonien. Der Ort gehört zur bevölkerungsarmen Serranía Celtibérica.

## Lage und Klima
Der Ort Calcena liegt am Río Isuela am Südrand der maximal ca. 2315 m hohen Sierra de Moncayo etwa 112 km (Fahrtstrecke) westlich der Provinzhauptstadt Saragossa nahe der Grenze zur altkastilischen Provinz Soria in einer Höhe von ca. 820 bis 850 m. Das Klima ist gemäßigt bis warm; Regen (ca. 495 mm/Jahr) fällt mit Ausnahme der trockenen Sommermonate übers Jahr verteilt.

## Bevölkerungsentwicklung
| Jahr      | 1857  | 1900 | 1950 | 2000 | 2017 |
| Einwohner | 1.313 | 776  | 764  | 90   | 75   |

Bereits in der zweiten Hälfte des 19. Jahrhunderts ging die Einwohnerzahl der Gemeinde wegen der sukzessiven Schließung der Silbermine von Valdeplata deutlich zurück. Die Mechanisierung der Landwirtschaft, die Aufgabe bäuerlicher Kleinbetriebe und der damit verbundene Verlust von Arbeitsplätzen führten seit der Mitte des 20. Jahrhunderts zu einem erneuten Bevölkerungsschwund (Landflucht).

## Wirtschaft
Jahrhundertelang lebten die Bewohner des Ortes direkt oder indirekt als Selbstversorger von der Landwirtschaft, zu der auch die Viehhaltung gehörte. Die Verarbeitung von Schafwolle war im 16. und 17. Jahrhundert ein bedeutender Wirtschaftsfaktor. Bereits in der Antike wurde die nahegelegene Silbermine von Valdeplata ausgebeutet; diese wurde in den Jahren von 1857 bis 1914 erneut genutzt. Heute spielen Obstbaumplantagen und Weinbau wesentliche Rollen im Wirtschaftsleben des Ortes; außerdem werden Ferienwohnungen (casas rurales) vermietet.

## Geschichte
Keltiberische, römische und westgotische Siedlungsspuren wurden bislang nicht entdeckt. Im 8. Jahrhundert drangen arabisch-maurische Heere bis ins obere Ebro-Tal vor; zuweilen wird die örtliche Burg mit den Mauren in Verbindung gebracht. Um das Jahr 1120 wurde die Gegend von Alfons I. von Aragón zurückerobert (reconquista). Später war sie zwischen den Königreichen Aragón und Kastilien umstritten; dieser Streit endete erst mit der Eheschließung der Katholischen Könige Isabella I. von Kastilien und Ferdinand II. von Aragón im Jahr 1469. Seit dem Jahr 1382 bis zur Aufhebung aller Grundherrschaften (señorios) im 19. Jahrhundert (desamortisation) gehörte der Ort und sein Umland dem Bistum Tarazona. Im Jahr 1785 erhielt Calcena die Stadtrechte.

## Sehenswürdigkeiten

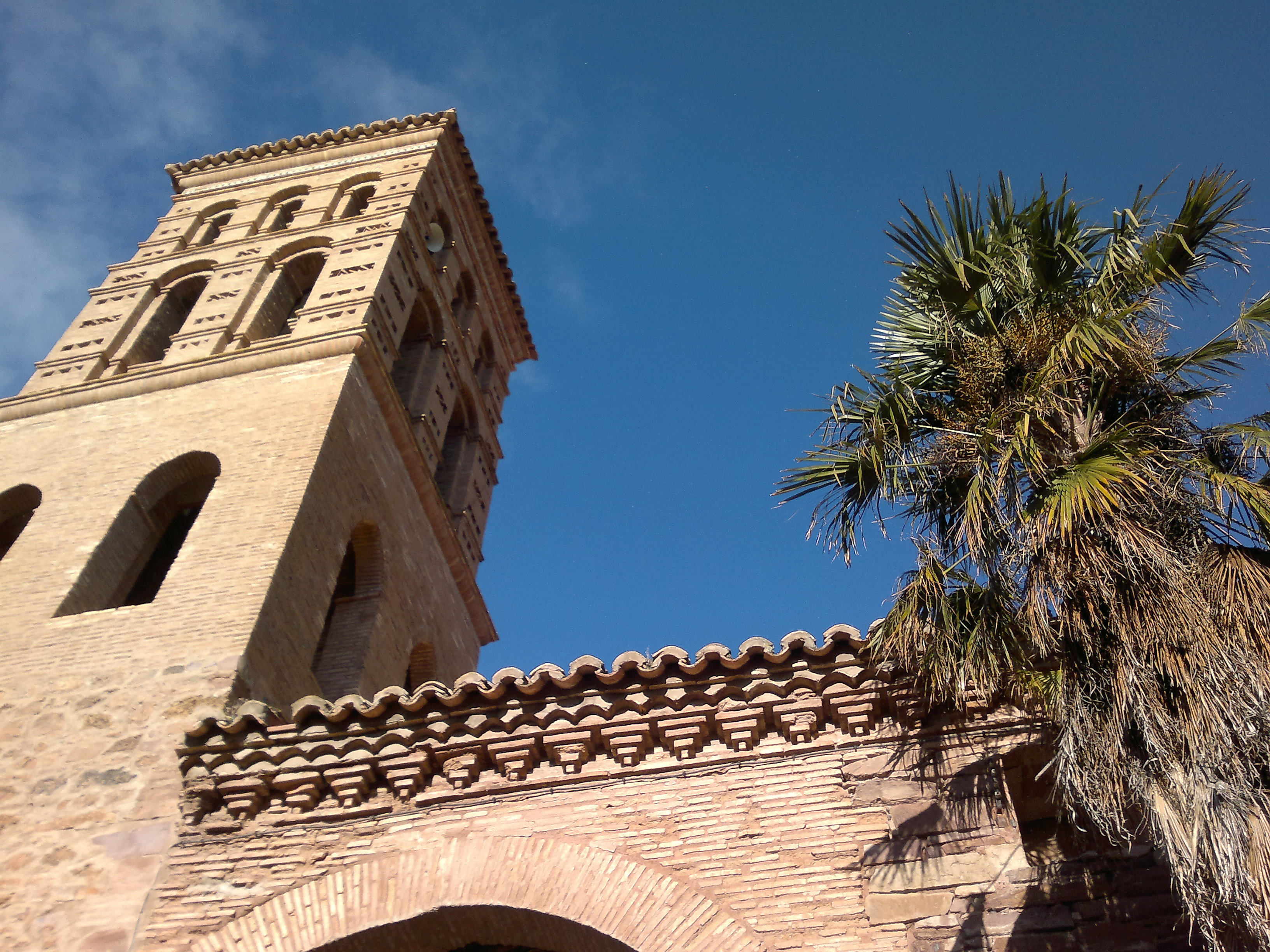
Calcena – Iglesia

- Eine Burg (castillo) existierte wohl schon in maurischer Zeit; sie wurde im 13. und 14. Jahrhundert von den Christen ausgebaut, aber wahrscheinlich in den Auseinandersetzungen mit Kastilien zerstört.[5][6]
- Die Kirche Nuestra Señora de los Reyes ist eine imposante dreischiffige Hallenkirche, die um die Mitte des 16. Jahrhunderts anstelle eines romanischen Vorgängerbaus errichtet wurde. Während die Kirche mit Ausnahme des Portals und der Ecksteine aus unbehauenen, aber verputzten Bruchsteinen errichtet wurde, sind die drei Obergeschosse des Glockenturms (campanar) in Mudéjar-Manier aus Ziegelsteinen gemauert. Der Kirchenraum wird von einem spätgotischen Sterngewölben überspannt; in der von einer Laterne überhöhten Vierungskuppel finden sich Stuckrippen ohne tragende Funktion in spätmaurischer Manier. Unter dem Chor wurde eine Krypta entdeckt. Zur Ausstattung gehört ein Ölgemälde mit dem Thema der Enthauptung Johannes des Täufers, welches dem aragonesischen Maler Jerónimo Cósida (um 1510–1592) zugeschrieben wird.[7][8][9]

Umgebung
- Die Schlucht (barranca) mit der ehemaligen Silbermine von Valdeplata befindet sich ca. 3 km nordöstlich des Ortes und ist nur zu Fuß zu erreichen.